# 爱德华·邦廷

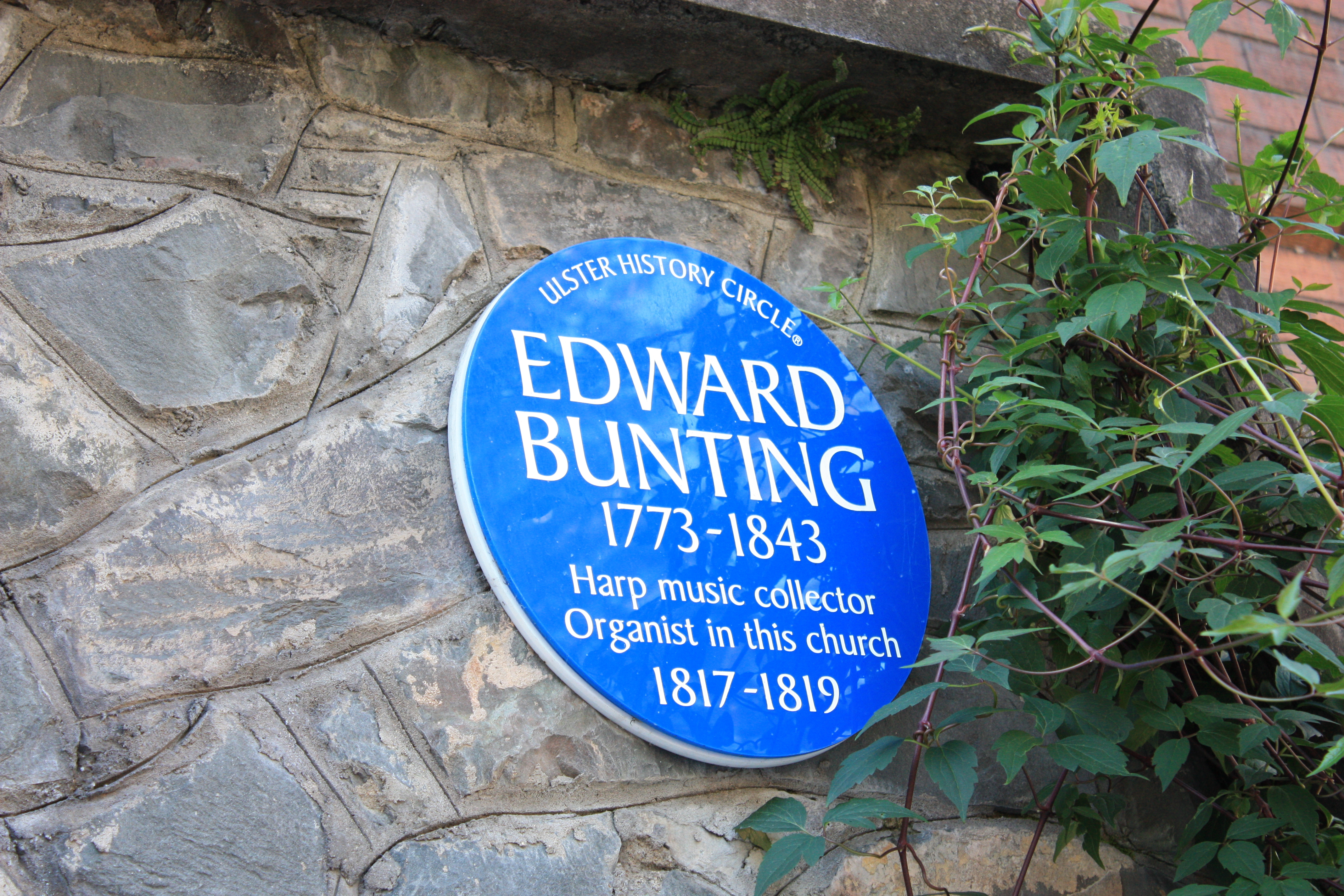
贝尔法斯特圣乔治教堂的纪念牌匾

爱德华·邦廷（Edward Bunting，1773年—1843年12月21日）是一名爱尔兰音乐家、民乐搜集家，创作有《爱尔兰古代音乐》（The Ancient Music of Ireland，1840）等。他的手稿逸散多年，直到1907年才重新发现。

## 生平
他出生于爱尔兰阿马郡，7岁在德罗赫达学习音乐，11岁成为贝尔法斯特圣安妮教堂的管风琴学徒，寄宿于亨利·乔伊·麦克拉肯家中。1792年，他在贝尔法斯特竖琴节上记录民族音乐，其成果成为重要的史料。虽然因为他对于民族音乐并没有很深入的了解，在记录音乐时将一些富有特色的音乐调式“修正”成了古典音乐的调式。他将收集到音乐出版成书，但书中实际只包含他收集到的作品的四分之一。此外出于政治方面的考虑，所有歌曲的歌词他都没有出版。1843年12月21日，他在都柏林去世，葬于杰罗姆山公墓。
他去世后手稿逸散多年，直到1907年才在伦敦由爱尔兰音乐家夏洛特·密利根·福克斯（Charlotte Milligan Fox）从邦廷的孙子那里重新发现，现主要藏于在贝尔法斯特女王大学。

## 作品
- A General Collection of the Ancient Irish Music (1796)
- A General Collection of the Ancient Music of Ireland (1809)
- The Ancient Music of Ireland (1840)

再版
- The Irish Music Manuscripts of Edward Bunting (1773–1843)，1969.